# Plaffeien

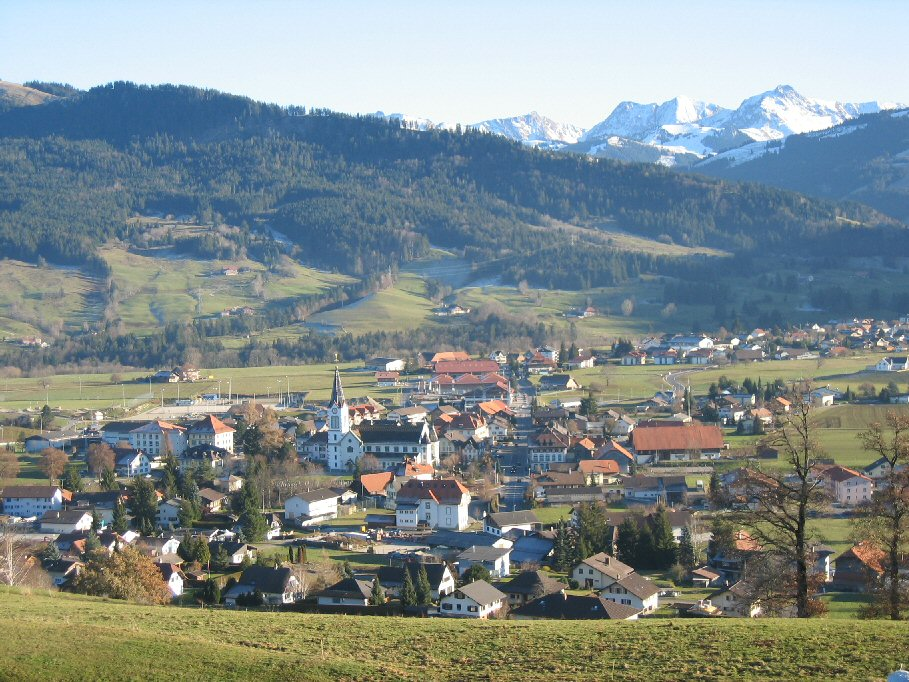
Het dorp Plaffeien

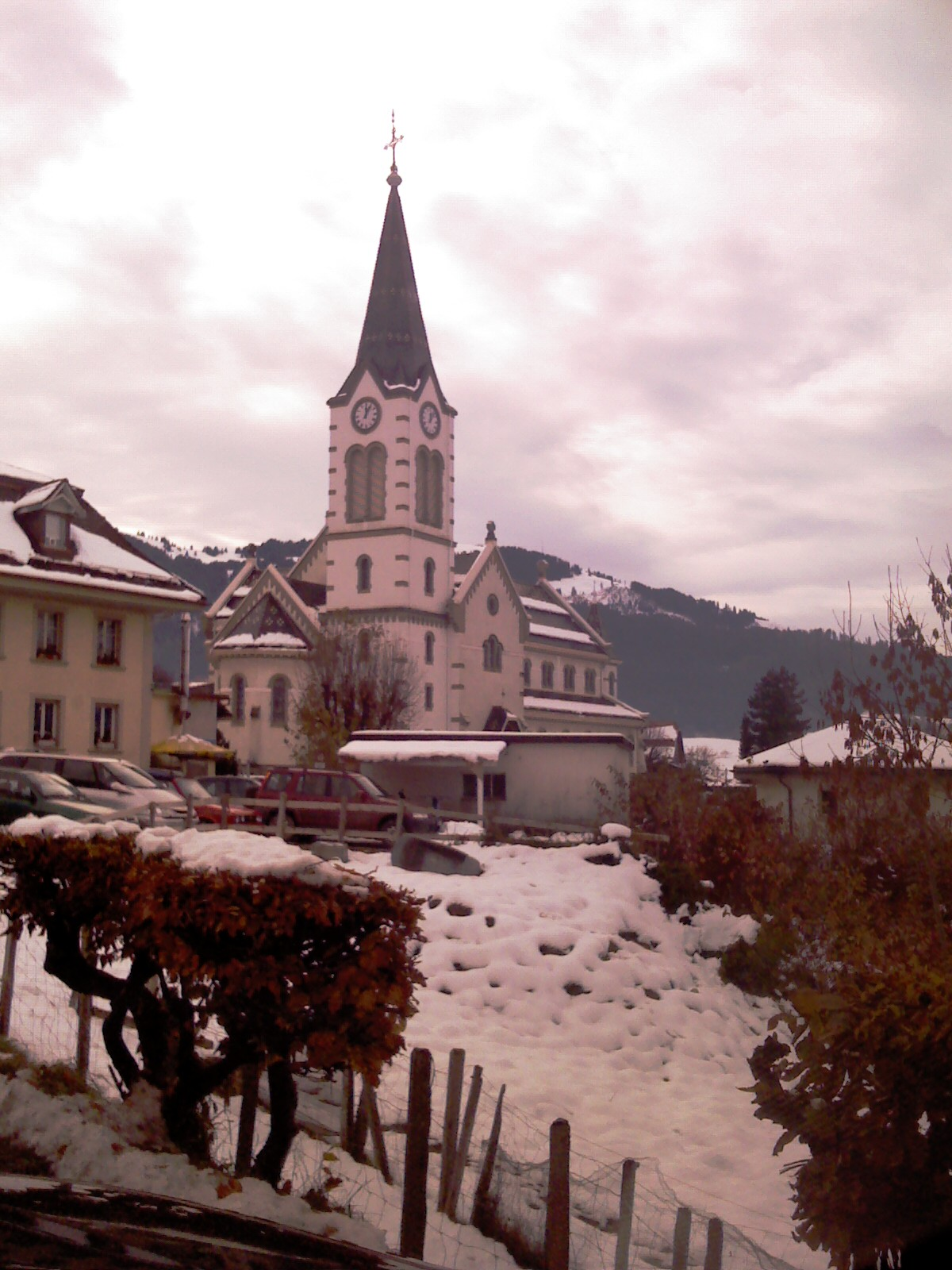
Katholieke kerk van Plaffeien

Plaffeien is een gemeente en plaats in Zwitserland en ligt in het Duitstalig deel van het kanton Freiburg, en maakt deel uit van het district Sense. Naast Plaffeien (centrum) zelf behoren ook de districten Oberschrot, Schwarzsee en Zumholz tot de gemeente Plaffeien.
Plaffeien telt 3601 inwoners. Partnergemeente is Kasterlee (België).

## Bekende inwoners
- Sibylle Matter (1973), triatlete